# Wilhelm Engelhardt (Jurist)
Heinrich Peter Franz Wilhelm Engelhardt auch Wilhelm Engelhard (* 7. März 1827 in Geldern im Regierungsbezirk Düsseldorf; † 6. Juli 1897 in Berlin) war ein preußischer Jurist und Militärbeamter.

## Leben
Wilhelm Engelhardt besuchte das Gymnasium (heute Konrad-Duden-Gymnasium) in Wesel und immatrikulierte sich 1844 an der Universität Bonn zu einem Studium der Staats- und Rechtswissenschaften, das er später an der Universität Berlin fortsetzte.
Im März 1848 trat er als Auskultator beim Justizsenat in Ehrenbreitstein in den Staatsdienst ein und diente zugleich als Einjährig-Freiwilliger beim Feldartillerieregiment 8 in Koblenz. 
1850 wurde er Gerichtsreferendar beim Landgericht Koblenz. Nachdem Preußen im November 1850 wegen des Kurhessischen Verfassungskonflikts im Großherzogtum Hessen mobil gemacht hatte, wurde Wilhelm Engelhardt in die Feldintendantur des VIII. Armeekorps nach Koblenz eingezogen und als Expedient beschäftigt. 
1851 bat er um dauernde Übernahme in die Intendantur, die am 1. April 1851 erfolgte. Er bestand am 8. August 1852 die Prüfung zum Intendantur-Referendar und blieb in Koblenz, bis er im Sommer 1853 zur Intendantur des III. Armeekorps nach Berlin versetzt wurde. Am 26. Mai 1854 erfolgte seine Berufung zum Assessor, nachdem er die Assessorprüfung bestanden hatte, in der Intendantur beim VI. Armeekorps zu Breslau. Im Oktober 1857 kehrte er zum III. Armeekorps nach Berlin zurück und wurde dort am 3. Dezember 1857 zum Militär-Intendanturrat befördert. 
Um sich in der französischen Sprache weiterzubilden, erhielt Wilhelm Engelhardt einen mehrmonatigen Urlaub nach Frankreich genehmigt, und als dieser beendet war, erfolgte 1859, während des Sardinischen Kriegs, die Mobilmachung der preußischen Armee; er wurde während der Krise zum Feldintendanten des III. Armeekorps ernannt.
Ende 1861 erfolgte seine Versetzung zum VII. Armeekorps nach Münster, bevor er 1865 zum Kriegsministerium nach Berlin kommandiert wurde. 
Nach dem Ausbruch des Deutschen Kriegs wurde er im Juli 1866 als Feldintendant in das II. Reserve-Armeekorps bei Leipzig berufen, das unter dem Befehl des Grossherzogs Friedrich Franz von Mecklenburg-Schwerin stand. Nach dem Friedensschluss kehrte er in das Kriegsministerium zurück, wurde aber bereits am 31. Januar 1867 zum Militär-Intendanten des III. Armeekorps ernannt, das unter dem Kommando des Prinzen Friedrich Karl von Preußen stand, und, der 1870 im Deutsch-Französischen Krieg, Wilhelm Engelhardt zum Feldintendanten der 2. Armee ernannte. Er wurde hierbei beauftragt, während der Friedenspräliminarien mit der französischen Regierung über zu vereinbarende Anordnungen zu verhandeln, die den Unterhalt der Truppe betrafen; anschließend erhielt er den Posten des Armeeintendanten bei der in Frankreich verbleibenden Besatzungsarmee, die unter dem Oberbefehl des Feldmarschalls Freiherr Edwin von Manteuffel stand. 
Im Herbst 1873 übernahm er erneut die Geschäfte als Intendant des III. Armeekorps, bis er 1884 von Staatsminister Albrecht von Stosch als Chef der Verpflegungs-Abteilung erneut in das Kriegsministerium berufen wurde. In dieser Aufgabe beschäftigte er sich intensiv mit der Herstellung von Dauernahrungsmitteln, besonders dem Bau von Armee-Konservenfabriken; bereits 1867 hatte er mit Versuchen zur Herstellung von Feldkonserven begonnen und wurde hierbei durch den Koch Johann Heinrich Grüneberg technisch unterstützt. In erster Linie war es dem Bestreben und Schaffen von Wilhelm Engelhardt zu verdanken, dass die Erbswurst, die sich 1870/1871 bewährt hatte, in die preußische Armee eingeführt wurde; er gründete im Juli 1870 mit Johann Heinrich Grüneberg die Königlich Preußische Fabrik für Armeepräserven in Berlin. Dazu entwickelte er verschiedene Anordnungen sowie Vorschriften für die Feldverpflegung. 
1875 war er in Berlin in der Genthinerstr. 2 wohnhaft gezeichnet.
Am 27. Mai 1895 wurde er als Wirklicher Geheimer Kriegsrat auf seine Bitte hin aus dem Staatsdienst entlassen; bis zu seinem Tod beschäftigte er sich schriftstellerisch. Seine Schrift Rückblicke auf die Verpflegungsverhältnisse im Kriege 1870/71 wurde erst nach seinem Tod veröffentlicht.

## Trivia
Aufgrund seiner guten Leistungen erhielt Wilhelm Engelhardt vom Prinzen Friedrich Karl von Preußen ein Schreiben, in dem dieser ihm mitteilte, ... Sie sind das Muster eines vollkommenen Intendanten, mehr möchte ich nicht sagen, um Sie nicht eitel zu machen.

## Orden und Ehrenauszeichnungen
Wilhelm Engelhardt war Träger des Komturkreuzes des Königlich Bayerischen Militärverdienstordens und des Komturkreuzes des Königlich Württembergischen Kronenordens.

## Schriften (Auswahl)
- Rückblicke auf die Verpflegungsverhältnisse im Kriege 1870/71. 1901.